# USS Mobile Bay (CG-53)
USS Mobile Bay (CG-53) je sedma raketna krstarica klase Ticonderoga u službi američke ratne mornarice te prvi brod koji nosi to ime.

## Vanjske poveznice
- mobile-bay.navy.mil  Arhivirana inačica izvorne stranice od 19. studenoga 2009. (Wayback Machine)